# Amsinckpark

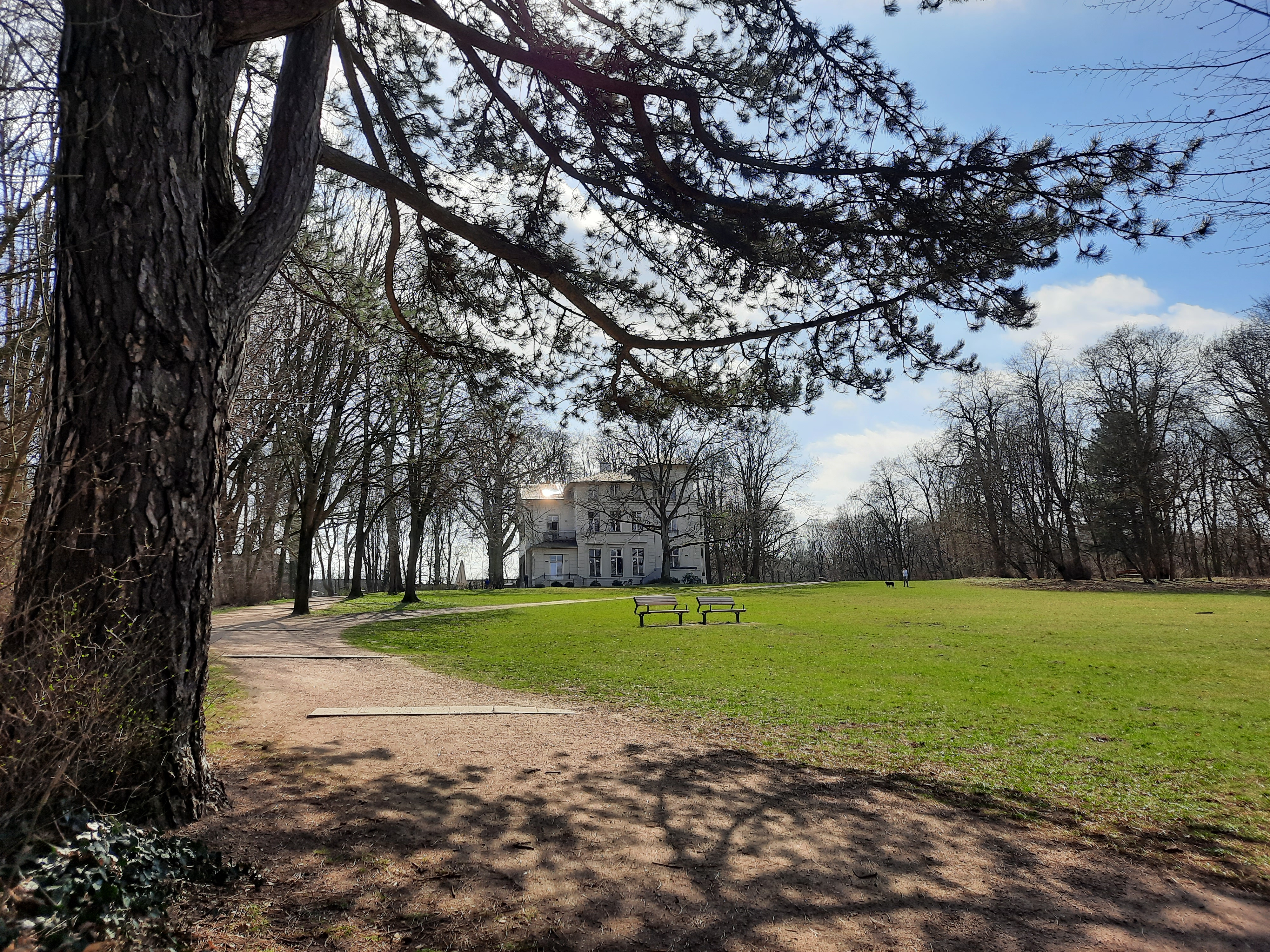
Frühjahr 2021, im Hintergrund die Amsinck-Villa

Der Amsinckpark ist ein Park in Hamburg-Lokstedt, Bezirk Eimsbüttel. Er liegt zwischen den Straßen Deelwisch und Hinter der Lieth und ist etwa 5,7 ha groß. Er wurde nach dem ehemaligen Besitzer Wilhelm Amsinck benannt.
Kaufmann Wilhelm Amsinck hatte im Jahr 1868 das Gelände gekauft und darauf ein Wohnhaus von Martin Haller errichten lassen. Der Park wurde zwischen 1868 und 1870 als Landschaftsgarten im englischen Stil von dem Gartenbauarchitekt Friedrich Jürgens angelegt. Im Jahr 1956 wurde der Park von der Stadt erworben. Im Jahr 1991 wurden im Amsinckpark farbige Metallskulpturen von Arthur Boltze am Weg zur U-Bahn-Station aufgestellt. Seit 1993 stehen sowohl der Park als auch die Villa unter Denkmalschutz. Eine Hundeauslaufzone ist nicht ausgewiesen.